# Рома Райън
Рома Шейн Райън (на английски: Roma Shane Ryan) е северноирландска писателка, поетеса и текстописка.
Родена е с фамилия Шейн в Белфаст, Северна Ирландия на 20 януари 1950 г. Тя е основният текстописец на ирландската певица, композиторка и музикантка Еня, която заявява, че значението на приноса на Рома и съпруга ѝ Ники Райън – аранжор и продуцент е такова, че без тях „Enya“ не би съществувала.

## Работа с Еня
Рома Шейн и Ники Райън се срещат с Еня през 1978 г. Ники Райън е мениджър на групата на семейството на Еня Кланад. Еня тъкмо е завършила средното училище, когато Ники Райън ѝ се обажда да я покани да стане член на групата. Сем. Райън и Еня напускат Кланад няколко години по-късно, за да се съсредоточат върху собствената си музикална кариера. Еня първоначално пише инструментални мелодии. Райън намира тези мелодии за „много визуални“ и подходящи за филмова работа; тя започва да им пише текстове за тях.
Нейните текстове могат да бъдат чути във филми като The Frog Prince (1984), „Зелена карта“ (1990), „История в Лос Анджелис“ (L.A. Story) (1991), „Играчки“ (1992), Cry, the Beloved Country (1995) и Calmi Cuori Appassionati (2001), всички от които включват музиката на Еня. Текстовете на Райън за Еня ѝ носят награди „Грами“; песента May It Be за игралния филм „Властелинът на пръстените: Задругата на пръстена“ е номинирана за Оскар.

## Локсиански език
През 2005 г. Райън създава нов език, известен като локсиански (Loxian), вдъхновен от елфийския език на Дж. Р. Р. Толкин, за албума на Еня Amarantine. Този език може да се чуе в три парчета от албума: Less Than a Pearl, The River Sings и Water Shows the Hidden Heart. Еня споменава в интервюта, че Райън е разработила локсианския, докато пише текст за песента „Water Shows the Hidden Heart“; тя и Еня се опитват да напишат текст за песента на латински, ирландски и английски и са разочаровани от резултатите. Първата локсианска фраза, създадена от Райън – „Syoombraaya“, е заглавието на тази песен (Water Shows the Hidden Heart).
Локсианският език е използван отново в осмия студиен албум на Еня Dark Sky Island, издаден на 20 ноември 2015 г., и по-точно в песните The Forge Of Angels и The Loxian Gates. Тези песни по-специално се фокусират върху другоземните и футуристични истории, за които Райън използва локсианския език, заедно с нелоксианската песен Astra et Luna.

## Самостоятелна работа
Райън има няколко проекта без Еня, включително книга, описваща локсианския език: Water Shows the Hidden Heart („Водата показва скритото сърце“). Книгата съдържа също поезия и истории, написани от нея. Тя има две издания: първото издание е самостоятелно, малко след пускането на албума на Еня Amarantine през 2005 г. с кратко въведения на певицата. Второто издание е включено в лускозното издание на бокс-сета на Еня Amarantine в началото на 2006 г. То е без въведението на Еня и добавя цветни изображения, както и различна селекция от поезия на Райън. Нито една от версиите не е в печат.
На 1 септември 2017 г. Райън публикува 2 книги: Islands No 2&3: Dark Sky Islands and Little Histories и The Messenger's Origin. Първата книга се фокусира върху поезията, написана от нея за албума на Еня Dark Sky Island. Другата книга е с лична поезия и е част от The Loxian Games („Локсианските игри“). От 21 август 2017 г. няколко победители в игрите получават своите книги и публикуват снимки на копията с автограф в официалния интернет форум на Еня Unity. Еня, Райън и съпругът ѝ правят автографи върху книгите, подарени на победителите. Книгите са издадени от издателство Valley-dwellers Publishing.

## Локсиански игри иUnity
Райън е координаторка на две онлайн състезания в официалния уебсайт на Еня enya.com: Първа и Втора локсианска игра, и двете приключили. Райън обявява игрите на официалния уебсайт на певицата през август 2008 г.. Първите игри стартират на 1 септември 2008 г., а вторите – през септември 2009 г. Райън заявява: „Игрите са поредица от лов на съкровища и по името можете да разберете, че са базирани на локсианския език, който сте чували в Amarantine. Те са игри на гатанки и улики и на вас, търсещите отговори. Както при повечето ловове на съкровища има награди за спечелване. Както при повечето ловове на съкровища вие не знаете каква награда може да сте спечелили!" Победителите и в двете игри са обявени на официалния форум unity.enya.com. Райън осигурява по-голямата част от контактите на Студио „Еглъ“ (Aigle Studio) – домашното звукозаписно студио на нея и съпруга ѝ с феновете на официалния уебсайт на Еня и също така комуникира периодично във форума ѝ Unity.

## Личен живот
Райън и съпругът ѝ Ники Райън имат две дъщери: Ебъни и Пърша, които също допринасят с произведения на изкуството и оформление на албума на Еня Amarantine.

## Дискография
- 1985 — The Frog Prince: The Original Soundtrack Recording – саундтрак, Еня и други изпълнители
- 1987 — Enya – Еня
- 1988 — Watermark – Еня
- 1991 — Shepherd Moons – Еня
- 1995 — The Memory of Trees – Еня
- 1997 — Paint the Sky with Stars – Еня
- 2000 — A Day Without Rain – Еня
- 2001 — The Lord of the Rings: The Fellowship of the Ring [Original Motion Picture Soundtrack] – саундтрак
- 2005 — Amarantine – Еня
- 2006 — Sounds of the Season: The Enya Holiday Collection – Еня
- 2008 — And Winter Came... – Еня
- 2009 — The Very Best of Enya – Еня
- 2015 — Dark Sky Island – Енè

## Награди и номинации
- 2002: Награда на Дружеството на филмовите критици от Финикс за най-добра оригинална песен – за песента May It Be, споделена с Еня и Ники Райън

Номинации:
- 2001: Награда GoldSpirit за най-добра оригинална песен – за песента May It Be, споделена с Еня
- 2002: Награди на филмовата академия на САЩ за най-добра музика и оригинална песен – за песента May It Be, споделена с Еня и Ники Райън
- 2002: Онлайн филмова и телевизионна асоциация за най-добра музика и оригинална песен – за песента May It Be, споделена с Еня и Ники Райън
- 2003: Награда „Грами“ за най-добра песен, написана за филм, телевизия или друга визуална медия – за песента May It Be, споделена с Еня и Ники Райън